# Buster Glosson
Le lieutenant-général Buster Cleveland Glosson (né le 14 mai 1942) était le chef d'état-major adjoint aux opérations du quartier général de l'US Air Force à Washington. Il était responsable, avant le secrétaire de la Force aérienne et le chef d'état-major, de la planification des opérations, et de la gestion des besoins en forces nécessaires pour soutenir les opérations militaires. En tant qu'adjoint aux opérations de la Force aérienne auprès des chefs d'état-major interarmées, il a du déterminer les exigences opérationnelles, les concepts, la doctrine, la stratégie, la formation et les ressources nécessaires pour soutenir les objectifs de sécurité nationale et la stratégie militaire.

## Éducation
Il a obtenu son baccalauréat ès sciences en génie électrique de l'université d'État de la Caroline du Nord en 1965. Il a fréquenté le Armed Forces Staff College de Norfolk, en Virginie, en 1977 et le National War College de Fort Lesley J. McNair, à Washington, en 1981.

## Carrière
Glosson est entré dans l'armée de l'air en 1965 en tant que diplômé distingué du programme du Corps de formation des officiers de réserve de l'université d'État de la Caroline du Nord . Il a volé dans des missions de combat en tant que commandant de vol au nord et au sud du Vietnam. Il commandait l'escadron d'avions de chasse de l'armée de l'air et deux ailes de chasseurs tactiques. Pendant la guerre du Golfe, il a commandé la 14e division aérienne (provisoire) et a été directeur des plans de campagne pour les forces aériennes du commandement central américain, à Riyad, en Arabie saoudite. De cette façon, il a été chargé de planifier le bombardement de Bagdad le 17 janvier 1991 qui a abouti à la destruction quasi totale de la structure de commandement et de contrôle irakienne dans les premières heures de la campagne aérienne,. L'attentat à la bombe contre les abris d'Amiriyah le 13 février de la même année, qui a tué plus de 400 civils irakiens, a également été mené sous sa responsabilité.
Il est command pilot avec plus de 3 600 heures de vol, principalement dans les F-4, F-15C et F-15E.
Glosson a pris sa retraite le 1er juillet 1994. Après sa retraite, Glosson a écrit un livre intitulé Guerre avec l'Irak : leçons critiques sur la guerre du Golfe et les leçons qui, à son avis, peuvent en être tirées.

## Affectations
- Mars 1965 - juillet 1966, étudiant, formation de pilote, Moody Air Force Base, Géorgie
- Juillet 1966 - décembre 1967, pilote instructeur, T-38, 3500th Pilot Training Squadron, Air Training Command, Reese Air Force Base, Texas
- Décembre 1967 - septembre 1971, instructeur T-38, instructeur académique et examinateur de vol; Officier adjoint des opérations, puis officier des opérations, 3250e escadron d'entraînement de chasse, Air Training Command, Tyndall Air Force Base, Floride
- Septembre 1971 - avril 1972, étudiant, Cours d'entraînement opérationnel de l'USAF, F-4, 4435th Tactical Fighter Squadron, Tactical Air Command, George Air Force Base, Californie
- Avril 1972 - septembre 1972, commandant d'aéronef, F-4E, 4e Escadron de chasse tactique, Pacific Air Forces, Takhli Royal Thai Air Force Base, Thaïlande
- Septembre 1972 - avril 1973, officier des opérations aériennes, 366th Tactical Fighter Wing, Pacific Air Forces, Takhli Royal Thai Air Force Base, Thaïlande
- Avril 1973 - septembre 1974, chef, chasseur et contrôleur aérien avancé, normalisation et évaluation, quartier général 13e armée de l'air, forces aériennes du Pacifique, base aérienne de Clark, Philippines
- Septembre 1974 - juillet 1977, membre de la direction auprès du directeur; assistant spécial du directeur, liaison législative, Washington
- Juillet 1977 - janvier 1978, étudiant, Armed Forces Staff College, NDU, Norfolk (Virginie)
- Janvier 1978 - août 1978, étudiant, Cours d'entraînement opérationnel de l'USAF, F-4D, 307th Tactical Fighter Squadron, Tactical Air Command, Homestead Air Force Base, Floride
- Août 1978 - août 1979, chef, Division de la normalisation et de l'évaluation, 56e escadre de chasse tactique, Commandement aérien tactique, MacDill Air Force Base, Floride
- Août 1979 - juin 1980, officier exécutif du commandant, USAF TFWC, TAC, Nellis Air Force Base, Nevada
- Juin 1980 - août 1980, chef, Division de la normalisation et de l'évaluation, 414th Fighter Weapons Squadron, Tactical Air Command, Nellis Air Force Base, Nevada
- Août 1980 - juillet 1981, commandant, 414th Fighter Weapons Squadron, TAC, Nellis Air Force Base, Nevada
- Juillet 1981 - juin 1982, étudiant, National War College, Fort Lesley J. McNair, Washington
- Juin 1982 - juillet 1983, chef, Division des forces tactiques, directeur adjoint des forces, quartier général de l'US Air Force, Washington
- Juillet 1983 - août 1984, chef de la division des programmes, directeur adjoint des ressources, quartier général de l'US Air Force, Washington
- Août 1984 - juillet 1986, vice-commandant, puis commandant, 347th Tactical Fighter Wing, Tactical Air Command, Moody Air Force Base, Géorgie
- Juillet 1986 - juin 1987, commandant de la 1re escadre de chasse tactique, Quartier général du Commandement aérien tactique, Base aérienne de Langley, Virginie
- Juin 1987 - septembre 1988, sous-chef d'état-major, plans et programmes, quartier général des forces aériennes américaines en Europe, base aérienne de Ramstein, Allemagne de l'Ouest
- Septembre 1988 - juillet 1990, sous-secrétaire adjoint à la défense (affaires législatives), OSD, Washington
- Juillet 1990 - août 1990, commandant adjoint, Force opérationnelle interarmées au Moyen-Orient, USCENTCOM
- Août 1990 - mai 1991, directeur des plans de campagne du CENTAF, USCENTCOM, et commandant, 14e AD (provisoire), Riyad, Arabie saoudite
- Mai 1991 - mai 1992, directeur, Liaison législative, et directeur, AF Issues Team, Pentagone, Washington
- Juin 1992 - 1994, sous-chef d'état-major pour les plans et les opérations, Washington

## Information de vol
Glosson est classé comme pilote de commandement avec plus de 3600 heures de vol ayant volé: F-4, F-5, F-15C, F-15E et T-38 .

## Principaux prix et décorations
- Médaille du service distingué
- Médaille du service supérieur de la Défense
- Légion du mérite avec deux grappes de feuilles de chêne
- Croix volante distinguée
- Médaille du service méritoire de la Défense
- Médaille du service méritoire avec deux grappes de feuilles de chêne
- Médaille de l'Air avec trois grappes de feuilles de chêne
- Médaille élogieuse de la Force aérienne
- Citation de l'unité présidentielle
- Prix de l'unité exceptionnelle de l'Armée de l'air avec un dispositif en «V» et deux grappes de feuilles de chêne
- Médaille du service de la Défense nationale avec étoile de service
- Médaille du service du Vietnam avec étoile de service
- Croix de galanterie de la République du Vietnam avec palmier
- Médaille de la campagne de la République du Vietnam
- Médaille de la libération du Koweït

## Publication
- «Impact des armes de précision sur les opérations de combat aérien», Air Power Journal, été 1993.
- Guerre avec l'Irak: leçons critiques Glosson Family Foundation, 2003

## Dates de promotion
- Second Lieutenant 23 janvier 1965
- Premier lieutenant 6 septembre 1966
- Capitaine 25 mai 1968
- Major 1 août 1976
- Lieutenant-colonel le 1er décembre 1979
- Colonel 1er octobre 1982
- Général de Brigade 1 juillet 1988
- Général-Major 1 juin 1991
- Lieutenant-général 1 juin 1992